# Cotylosoma carlottae
Cotylosoma carlottae är en insektsart som först beskrevs av William MacGillivray 1860.  Cotylosoma carlottae ingår i släktet Cotylosoma och familjen Phasmatidae. Inga underarter finns listade i Catalogue of Life.